# 태풍 켓사나 (2009년)
태풍 켓사나(태풍 번호: 0916, JTWC 지정 번호: 17W, 국제명: KETSANA, 필리핀 기상청(PAGASA) 지정 이름: Ondoy)는 2009년에 발생한 제16호 태풍으로 필리핀 북부에 엄청난 피해를 남겼다. 이 태풍으로 인해 1970년의 태풍 팟시가 마닐라를 강타해 집계된 피해액 이후 39년만에 수도인 마닐라를 강타해 재산피해액이 많이 집계된 태풍이었다. 반면에 마닐라를 휩쓸고 지나간 태풍은 3년 전의 태풍 상산으로 3년만에 이곳에 엄청난 피해가 났다. 또한 2009년에 북서태평양에서 발생한 모든 태풍 중 태풍으로 인한 피해가 가장 컸다.
태풍 켓사나가 필리핀에 남긴 피해가 얼마나 극심했던지 대통령이었던 글로리아 마카파갈 아로요는 비상사태를 선포했다. 홍수로 인해 몇몇 지역에서는 물이 6.1 m가 넘게 차오른 지역도 있었고 10월 24일을 기해 필리핀에서는 464명의 사망자가 조사되었다.

## 태풍의 진행

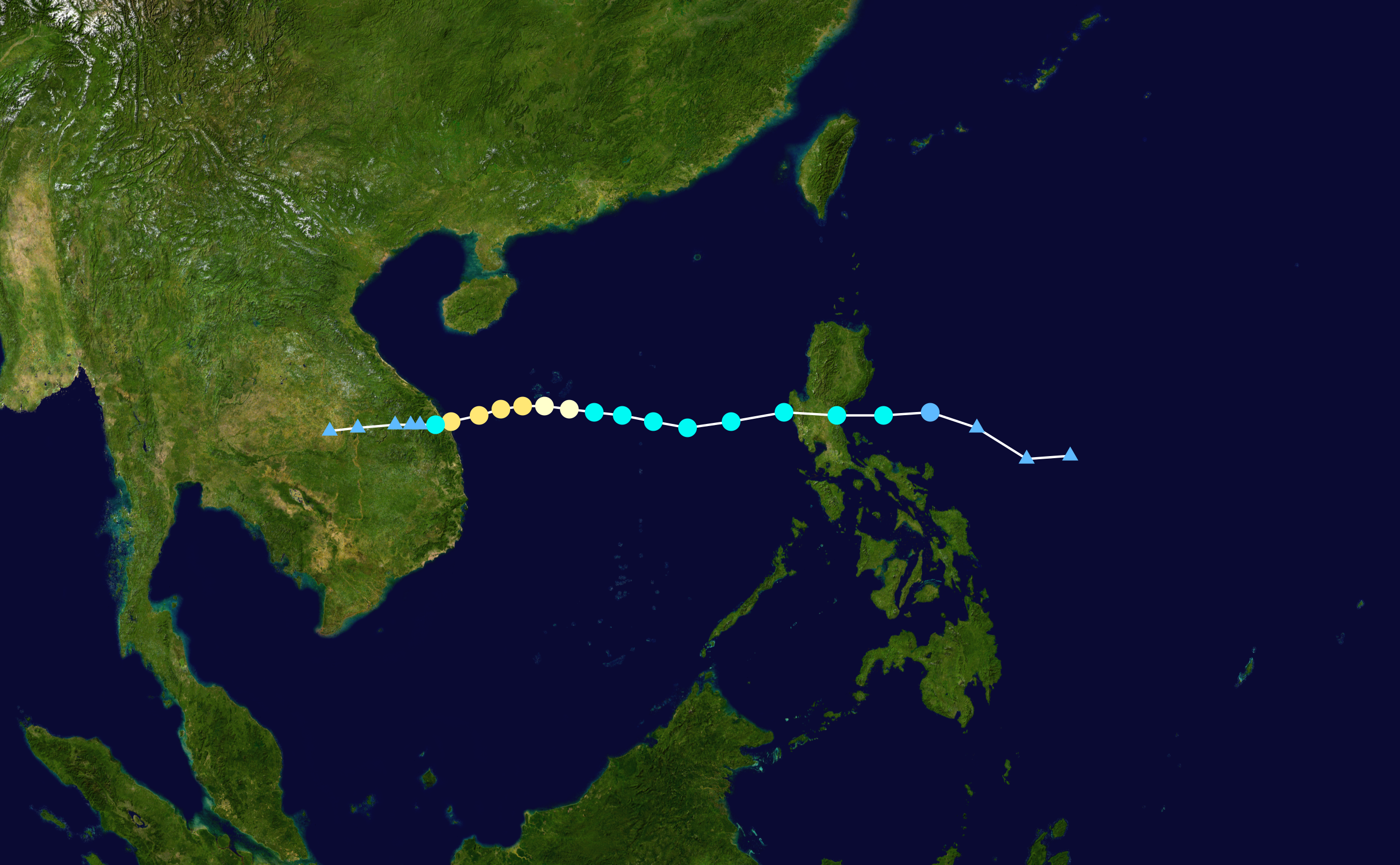
태풍 켓사나의 이동 경로

9월 23일에 일본 기상청(JMA)이 팔라우 북서쪽 약 860 km (535 mi) 부근 해상에서 열대 저기압이 발생했다고 발표하고 이날 후에 미국 합동태풍경보센터(JTWC)가 이 열대저기압이 발달하기 매우 좋은 조건에 놓여있다고 보고했다. 그러나 JMA는 이 열대저기압이 다시 저기압으로 약해졌다고 발표했으나 후에 다시 재강력해지면서 필리핀 기상청(PAGASA)은 열대 저기압으로 판단하고 PAGASA에서 태풍에 부여하는 태풍의 독자적인 명칭인 'Ondoy'을 부여하고 주시하기 시작했다. 또 JTWC에서 열대 저기압이 계속해서 발달할 조짐이 보이자 열대 저기압 발생 경고령을 내렸다. 저기압으로 격하시켰던 JMA도 다시 열대 저기압의 단계로 승격시켰고 9월 25일에 열대 저기압이 필리핀 마닐라 동쪽 약 400 km 부근에 위치해있을 때 JTWC가 '열대 저기압 17W'로 명명하였다. 또한 남쪽에 위치한 아열대성 고기압대를 따라 움직이기 시작했다.
9월 25일 하루 전체에 걸쳐 Ondoy의 발달이 이루어졌고 이날 후에 JTWC가 열대 폭풍으로 승격시켰다. JMA는 다음 날에 승격시키면서 국제명, 켓사나(Ketsana)로 명명하고 순번 0916을 부여했다. 또한 PAGASA에서도 루손섬 아우로라주에 켓사나(필리핀에서는 Ondoy)가 상륙했다고 보고했고 이후 루손섬 중부와 마닐라를 관통하고 남중국해로 빠져나왔고 바다로 진입하면서 강력해져 9월 27일, 강한 열대폭풍(STS)의 단계로 발달했다.
계속해서 9월 27일 전체에 걸쳐서 강력화가 이루어져 켓사나는 태풍의 단계로 발달했고 곧 1분최대풍속 165 km/h (105 mph)과 10분최대풍속 140 km/h (85 mph)의 세력에 도달했고 이에 따라 사피어-심슨 허리케인 등급 제2등급까지 도달했다. 켓사나는 9월 29일 오전 6시 경, 최성기를 맞이했을 때 베트남 중부에 위치한 꽝남 성 해안에 상륙했다. 하지만 내륙으로 들어오면서 자연히 약해져 다시 강한 열대폭풍의 단계로 약화되었고 JTWC가 마지막 경고령을 내렸다. 하지만 JMA와 대한민국 기상청(KMA)은 9월 30일까지 강한 열대폭풍의 단계로 주시를 계속한 후 30일에 열대 저압부로 변질되기 직전에 열대 폭풍으로 강등시켰고 중심부가 라오스에 위치해있을 때 켓사나가 소멸되었다고 판단, 경고령과 예보를 중단했다.
태풍 켓사나(KETSANA)는 라오스에서 제출하였으며 나무의 한 종류를 의미한다.

## 태풍의 시간별 정보
아래 표는 대한민국 기상청(KMA)의 자료에 의한 것임.
| 형태          | 날짜 및 시간 (UTC) | 위도 (°N) | 경도 (°E) | 이동속도 (km/h) | 기압 (hPa) | 최대풍속 (m/s) |
| ------------- | ------------------ | --------- | --------- | --------------- | ---------- | -------------- |
| 열대폭풍      | 9월 26일 0시       | 15.6      | 122.8     | 5               | 994        | 21.0           |
| 열대폭풍      | 9월 26일 6시       | 15.5      | 121.6     | 22              | 990        | 24.0           |
| 강한 열대폭풍 | 9월 26일 12시      | 15.3      | 119.5     | 37              | 985        | 25.0           |
| 강한 열대폭풍 | 9월 26일 18시      | 15.7      | 118.0     | 26              | 985        | 25.0           |
| 강한 열대폭풍 | 9월 27일 0시       | 15.5      | 116.2     | 33              | 985        | 25.0           |
| 강한 열대폭풍 | 9월 27일 6시       | 15.2      | 115.6     | 13              | 985        | 25.0           |
| 강한 열대폭풍 | 9월 27일 12시      | 15.8      | 114.4     | 25              | 980        | 25.0           |
| 강한 열대폭풍 | 9월 27일 18시      | 16.0      | 113.3     | 20              | 975        | 30.0           |
| 강한 열대폭풍 | 9월 28일 0시       | 16.0      | 112.8     | 9               | 975        | 30.0           |
| 태풍          | 9월 28일 6시       | 15.8      | 111.9     | 17              | 970        | 35.0           |
| 태풍          | 9월 28일 12시      | 16.1      | 111.1     | 16              | 965        | 38.0           |
| 태풍          | 9월 28일 18시      | 16.0      | 110.2     | 17              | 960        | 40.0           |
| 태풍          | 9월 29일 0시       | 15.7      | 109.4     | 15              | 960        | 40.0           |
| 태풍          | 9월 29일 6시       | 15.5      | 108.9     | 9               | 960        | 40.0           |
| 강한 열대폭풍 | 9월 29일 12시      | 15.3      | 107.7     | 22              | 980        | 31.0           |
| 열대폭풍      | 9월 29일 18시      | 15.2      | 106.1     | 29              | 990        | 24.0           |
| 열대폭풍      | 9월 30일 0시       | 15.5      | 106.3     | 7               | 994        | 21.0           |
| 소멸          | 9월 30일 6시       | 15.7      | 106.0     | 7               | 998        |                |

## 대비

### 필리핀

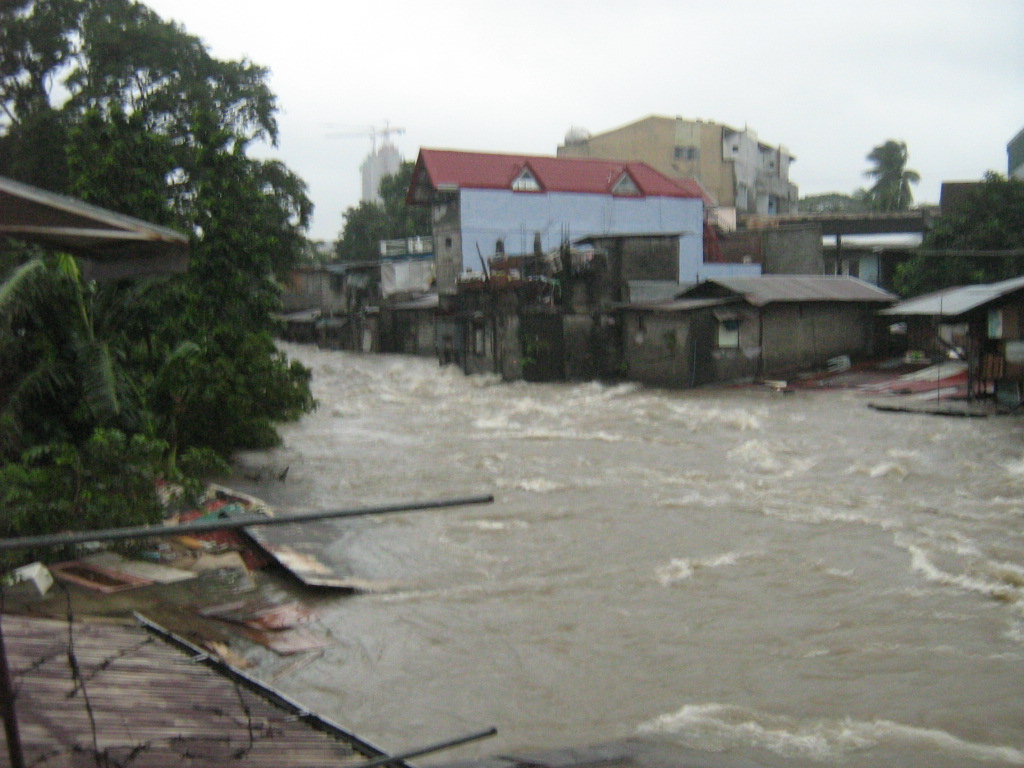
메트로 마닐라의 대홍수

9월 24일에 PAGASA는 아우로라주와 케손주, 북카마리네스주, 남카마리네스주, 카탄두아네스주에 폭풍경보령 제1단계를 발령했다. 제1단계는 30~60 km/h의 강풍이 36시간안에 발효된 지방에 영향을 줄 때 내려진다. 하지만 태풍 켓사나가 상륙한 후, 심각한 홍수가 일어나자 필리핀 정부에 초기 대책 마련 미흡으로 인해 피해를 줄이지 못했다는 점에서 신랄한 비판이 이어졌다.

### 중국
9월 27일 늦게서야 홍콩 기상청과 마카오 기상청이 각각 홍콩과 마카오에 주의보를 발령했고 이 주의보들은 이날 후까지 지속되어 해제되었다. 9월 29일에 중국 남부 지방에서도 켓사나에 대한 경보령이 내려졌다.

### 베트남
9월 27일에 베트남 기상청이 폭풍경보령 제9단계를 발령했고(이 단계는 필리핀과 동일한 것이 아님) 베트남 정부가 주민들에게 집 안에서 안전하게 대피하여 있으라고 지시했다. 또한 정부 관계자들이 수 천명의 군인들과 경찰관들을 동원해 켓사나의 진로에 든 거주지에 살고 있던 주민들을 대피시켰고 어선이 신속하게 항구로 돌아올 것을 명했다.

## 피해

### 필리핀

#### 기상관측과 총 피해
태풍 켓사나가 필리핀 북부에 위치한 루손섬을 동서로 관통하면서 이에 따라 막대한 피해가 발생하였다. 코르디예라 행정구(CAR)에서 4명이, 중앙루손 지방(Region III)에서 56명이, 필리핀 수도권 지방(메트로 마닐라 주변 지역(NCR))에서 241명이, 칼라바르손 지방(CALABARZON)에서 160명이, 남쪽의 무슬림 민다나오 자치구(ARMM)에서 3명이 숨져 총 464명의 사망자가 기록되었다. 또한 농업 분야의 피해액은 67억 6604만 6143 필리핀 페소(1억 4380만 5444달러)로, 사회 기반 시설 분야는 43억 9146만 2577 필리핀 페소(9333만 6080달러)로 집계되어 필리핀에서 집계된 총 재산피해액은 111억 5750만 8720 필리핀 페소(2억 3714만 1524달러)로 나타났다. 또한 관측된 강수량도 어마어마한 수치를 기록했다. 필리핀 기상청(PAGASA) 과학 공원, 케손 시티와 마닐라를 중심으로 한 수도권 일대에서 454.9 mm의 폭우가 쏟아졌고 칼라바르손 지방에 331.7 mm가, 마닐라 도심에 258.6 mm의 강수량을 기록했다.

#### 상륙
9월 24일에 켓사나는 열대 폭풍의 세력으로 카탄두아네스주 남부에서 북동쪽으로 330 km 떨어진 곳에서 중심에서의 풍속이 55 km/h을 기록하였다. 다음 날 켓사나는 아우로라주 남부에서 남동쪽으로 360 km 떨어진 곳에서 중심에서의 풍속이 65 km/h을 기록해 전보다 약간 강해졌고 이에 따라 PAGASA에서는 카탄두아네스주, 북카마리네스주, 남카마리네스주와 케손주 북부에 위치한 한 섬에 폭풍주의보 제2단계를 발령했다. 9월 26일에 필리핀 현지 시각으로 정오 직전에 켓사나는 아우로라주와 케손주의 경계선 부근에 상륙했고 이 때 풍속은 85 km/h을 기록했고 돌풍은 100 km/h이 넘는 속도로 불었다.
이 날 현지 시각으로 오후 2시에 켓사나는 메트로 마닐라에 접근했고 넓은 범위의 지역에 심각한 홍수를 일으켰다. 주요 간선도로는 폭우로 인해 떠밀려온 잔해, 비와 차량들이 가로막아 통행이 불가능해졌다. 또한 모든 비행편들이 폭우로 취소되었다. 메트로 마닐라에 접근하기 전에 북카마리네스주에서 정전사태가 일어났고 남카마리네스주에서 여러차례 작은 산사태가 일어났다.

#### 비상사태 선포
9월 26일 오후에 당시 필리핀 국방부 장관이었던 길버트 테오도로는 태풍 켓사나로 인해 피해를 받은 지역 25개주와 메트로 마닐라에 비상사태를 선포하였고 군인, 경찰관과 시민 자원봉사자들이 희생자와 생존자를 구출하기 위해 힘썼다. 필리핀 해양 경찰서와 필리핀 적십자 운동본부는 여러개의 팀을 조직해 고립된 지역에서의 사람들을 구조하는데 도움을 주었다. 이 때, 홍수로 인해 물은 500 mm에서 허리까지 차올랐고 어떤 지역에서는 2 m가 넘었다. 심지어 필리핀 대통령궁도 필요한 사람에게 개방되었다. 산사태와 심각한 홍수로 인해 246명이 숨졌고 38명이 실종되었다. 또한 북 루손섬 고속도로(NLEx)에서 수천명의 자동차 운전자와 500명의 승객이 고립되었다. 위 같은 피해로 인해 대부분의 전기, 통신, 수도가 끊기면서 메트로 마닐라에 거주하고 있던 수많은 주민들과 그의 친척들이 보낸 수 천건의 이메일과 전화가 TV방송국과 라디오 방송국에 쏟아졌다. 태풍 켓사나로 인한 기상악화로 인해 니노이 아키노 국제공항이 약 하루동안 폐쇄되었다.
인구가 집중되어있는 수도권 지방에 심각한 피해가 일어나면서 농업분야와 사회기반시설 분야에 천문학적인 피해액이 집계되었다. 9월 28일을 기해 총 피해액이 1억달러로 예상되었다. 도심에 있는 인터넷 카페, 오락시설, 은행, 음식점, 사무실과 마트 등에서 침수, 진흙과 토사가 쌓이면서 엄청난 피해가 일어났고 많은 사람들에게 대해 렙토스피라병 발생을 경고했다.
켓사나로 인한 피해가 가장 극심했던 지역은 메트로 마닐라 북동부에 위치한 마리키나였다. 이 곳에서는 거의 대부분의 지역이 최고 3 m에 달하는 물에 완전히 잠겼고 진흙은 무릎 높이까지 차올랐다. 태풍 켓사나가 지나갈 때 폭우로 인해 마리카나 강이 범람하여 도시를 물천지로 만들어놓았다. 마리키나 이 한 곳에서만 78명이 숨져 메트로 마닐라 안의 도시 중에서 사망자가 가장 많았다.
필리핀 남부 민다나오섬 마긴다나오주와 술탄쿠다라트주의 많은 마을이 물에 잠겼고 이로 인해 많은 지역의 주민들이 고립되었다.
9월 28일에 PAGASA가 태풍 켓사나가 필리핀 기상청 태풍 관할 범위에서 벗어나자 필리핀에 내려졌던 모든 주의보와 경보를 해제했다.

### 베트남

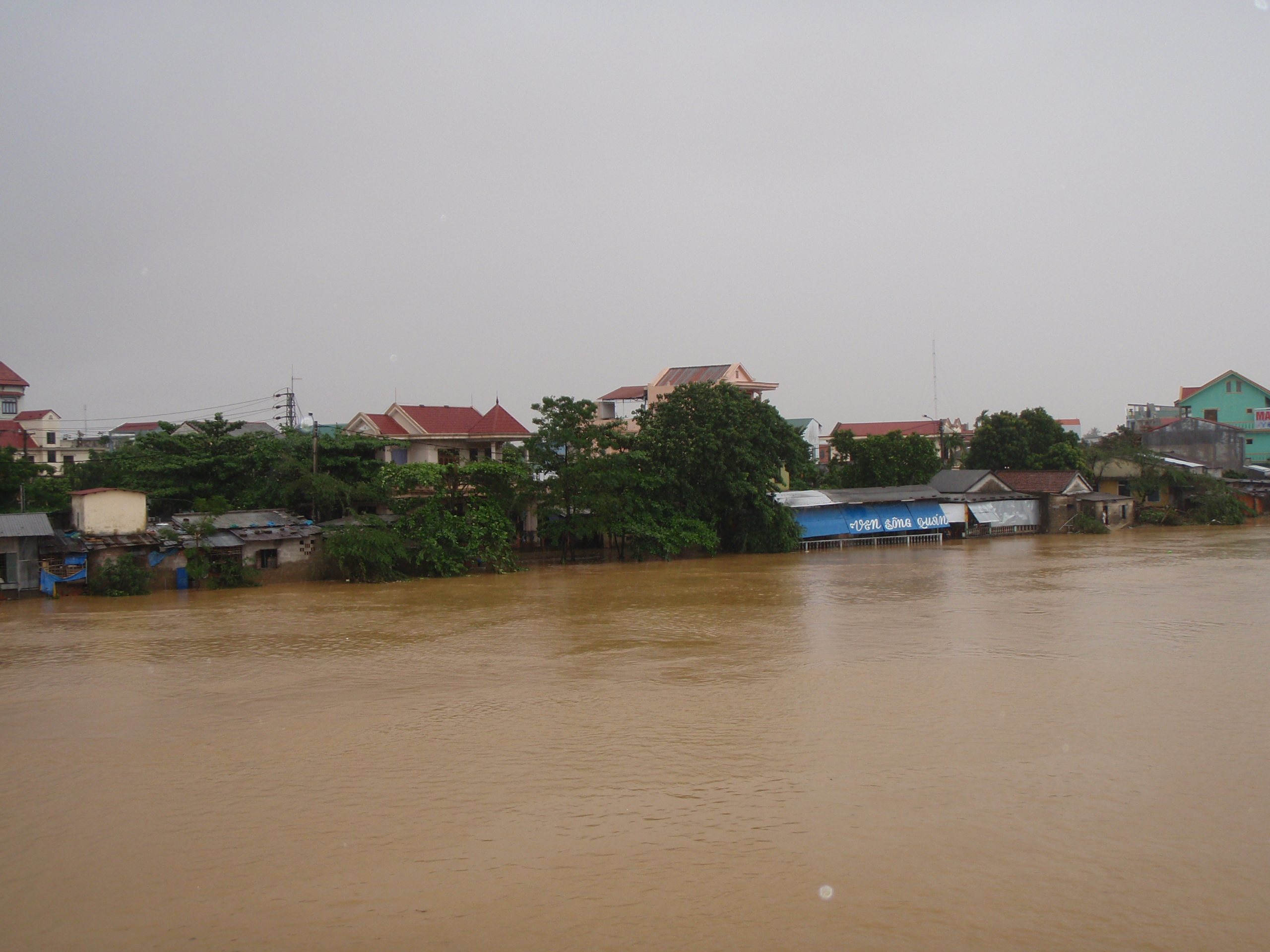
후에의 대홍수

태풍 켓사나는 9월 29일, 최저중심기압 960 hPa와 최대풍속 40 m/s의 세력으로 최성기를 맞이할 때 인도차이나 반도 동부의 베트남 꽝남 성 다낭 남쪽 약 60 km (37 mi) 부근 육지에 상륙했다. 따라서 베트남의 피해도 매우 컸다. 최초의 2명의 사망자는 뽑힌 나무와 전선으로 인해 신체에 맞거나 감전되어 사망했다.
베트남 정부는 베트남 6개의 주에서 홍수피해가 속출하자 긴급히 17만명에 달하는 주민을 대피시켰고 9월 29일 저녁에 켓사나는 바로 라오스로 향하고 후에 태국 북동부에 위치한 묵다한주까지 도달할 것으로 예측되었다. 하지만 켓사나로 인한 폭우와 강풍은 베트남 해안선 약 400 km에 걸친 지방에 영향을 주었고 이는 투아티엔후에 성부터 꽝응하이성까지 해당하는 길이다. 또한 폭우로 매우 많은 지역에서 심각한 홍수가 일어났고 공항, 학교가 폐쇄되었고 통신 두절 및 수도, 전기 공급이 단절되었다. 강풍이 전선을 파괴해 넓은 일대에서 정전이 일어났다. 태풍 켓사나로 인해 베트남에서는 163명이 사망했고 17명의 실종자와 616명의 부상자가 생겼다. 사망한 163명 중 23명은 상륙할 때 변을 당했다. 또한 베트남 전체의 재산피해액은 7억 8500만달러로 집계되었다.

### 라오스
라오스에서는 태풍 켓사나가 지나가면서 남부 지방에 큰 피해를 남겼다. 또한 전국에서 폭우와 홍수가 일어났으나 심각한 수준은 아니었다. 남부의 살라완주에서는 물이 무릎 높이까지 차올랐고 26명이 숨졌다. 카이손폼비한과 팍세에서 특히 피해가 심했는데 이는 켓사나의 진로안에 들어있었고 근처에 메콩강이 있었기 때문이다. 참파사크주의 한 도시에서는 사람들이 집의 지붕위로 올라가 구조를 요청하기도 했다. 홍수는 논과 집을 파괴시켰고 주(州)단위로 가장 피해가 극심했던 지역은 앗타푸주로 주 전체의 90 % 이상의 지역에서 태풍으로 인한 영향을 받았다.

### 캄보디아
태풍 켓사나는 내륙으로 들어오면서 계속해서 약화되는 상황에 켓사나가 캄보디아 북동부를 강타해 이곳에 역사상 가장 피해가 극심했던 태풍 중 하나로 남게 되었다. 하지만 사망자가 가장 많았던 주는 캄보디아 중부에 위치한 캄퐁톰주로 43명의 사망자가 발생했고 6만6천가구 이상이 홍수로 인해 피해를 받았다.

### 태국
태풍 켓사나는 9월 30일에 열대 저압부의 형태로 태국에 진입했다. 하지만 이 열대저압부는 태국을 가로질러갔고 이로 인해 전국에서 폭우와 홍수가 일어나 40개주에서 피해상황이 보고되었다. 또 폭우는 저수지의 수량을 채워주는 역할도 하였다. 이 열대저압부는 4680채의 집을 손상시켰고 44채를 완전히 파괴시킨 다음 농경지 82만 에이커도 파괴시켰다. 또한 태풍 켓사나로 인해 켓사나가 10월 3일 태국을 빠져나가 안다만해에 도달해 소멸하기 전까지 1명이 부상당했고 2명이 숨졌다. 태국의 피해액은 2000만달러로 집계되었고 파타야의 해안가에서는 2m가 넘는 파도가 덮치기도 했다.

## 태풍의 소멸 후

비상사태 선포지역
비상사태 선포 및 정확한 </br> 사망자 수 파악 완료지역

필리핀 기상청(PAGASA)은 24시간에 455 mm가 내린 강수량에 대해 특별 보고서를 작성했고 강수량 측정시기가 9월 26일 현지시각 오전 8시부터 9월 27일 현지시각 오전 8시까지 측정되었다고 발표했다. 또한 6시간안에 기록한 강수량이 341.3 mm였다.
필리핀 농업부에 소속되어있는 농업통계부에서는 논 126,721 헥타르가 파괴되어 이는 쌀 생산량의 3%에 해당한다고 밝혔다. 추가로 옥수수 작물은 1,374 헥타르가 파괴되었다.
태풍 켓사나가 메트로 마닐라를 휘젓고 다시 남중국해로 나오기까지 48시간의 사투 끝에 필리핀 정부는 유엔과 외국에 도움 요청을 호소했다. 유엔에 소속되어있는 많은 기관들과 미국, 중국, 일본, 오스트레일리아와 대한민국 등 여러 나라가 도움을 주었다. 미국은 $50,000를, 중국과 일본은 각각 $10,000와 $20,000를, 오스트레일리아는 오스트레일리아 달러 1천1백만 달러를, 유럽 연합은 €2백만 달러를 기부했다. 또한 태국과 대한민국은 많은 사람들과 자원 봉사자들을 파견했고 독일이 €500,000를, 중화민국이 $50,000와 캐나다가 캐나다달러 510만달러를 보냈고 말레이시아에서는 20톤에 달하는 음식 기부를 하였다.
필리핀군은 메트로 마닐라 지역에 1천명에 달하는 군인들을 긴급 파견시켰고 인터넷에서는 수많은 시민들이 트위터, 페이스북 등에 뉴스 속보를 올려 긴급한 상황을 대변했다. 구글 지도는 고립되어있는 사람들이 있는 지역을 나타내어주었고 많은 블로그와 웹사이트들이 기부방법에 대해 정보를 공유했다. 전 세계에서 필리핀 국민들에 대한 기부가 이어졌다.
그러나 2009년 제16호 태풍이었던 태풍 켓사나가 지나간 다음 1~2주후에 제17호 태풍인 태풍 파마가 상륙해 2730억 필리핀 페소의 피해액이 집계되어 필리핀에 내습한 여러 태풍 중 재산피해 분야 중 1위를 차지하면서 사상 유례 없는 피해는 계속되었다. 이에 따라 일본 정부에서는 33억 5000만 엔을 필리핀에 보내 나라의 태풍 예보시스템의 개선을 촉진하도록 도움을 주었다.
한편 2010년 6월에 필리핀 대통령으로 베니그노 아키노 3세가 당선되면서 이 해 8월 6일에 예보오류로 인해 피해를 키웠다는 점에서 PAGASA의 최고관리자였던 프리스코 닐로를 해고시켰다.

## 제명
태풍 켓사나가 필리핀, 베트남, 라오스, 캄보디아와 태국에 남긴 막대한 피해로 인해 이름인 "켓사나(KETSANA)"가 퇴출되었고 동시에 PAGASA가 지정한 이름인 "Ondoy"도 영구제명되었다. 켓사나를 대신할 이름으로 꽃의 이름인 "참피(CHAMPI)"가 선정되어 2011년에 북서태평양 열대저기압 이름의 목록에 오르게 되었다. 참피는 꽃에 한 종류이다.

## 같이 보기
- 2009년 태풍